# Methylammoniumchlorid
Methylammoniumchlorid (auch: Methylaminhydrochlorid) ist eine organische chemische Verbindung, die zwei Stoffgruppen angehört. Als Ammoniumverbindung gehört die Verbindung zur Stoffgruppe der einfach alkylierten Ammoniumverbindungen. Als Hydrochlorid ist die Verbindung ein Salz aus der Gruppe der organischen Hydrochloride. Als festes Salz des bei Raumtemperatur gasförmigen Amins Methylamin ist die Verbindung wesentlich leichter zu handhaben und zu transportieren als das gasförmige Amin selbst, das auch ein Gefahrstoff ist.

## Gewinnung und Darstellung
Neutralisiert man das basische Methylamin mit Salzsäure und verdampft das Wasser, dann erhält man als Rückstand das Salz Methylammoniumchlorid, das Hydrochlorid des Methylamins.
{\displaystyle {\ce {H3C-NH2 + HCl -> H3C-NH3Cl}}}

## Eigenschaften
Methylammoniumchlorid ist ein brennbarer, schwer entzündbarer, hygroskopischer, kristalliner, weißer Feststoff mit ammoniakartigem Geruch, der sehr leicht löslich in Wasser ist. Er zersetzt sich bei Erhitzung.

## Verwendung
In einer alkalischen Lösung entsteht Methylamin direkt aus Methylammoniumchlorid.
{\displaystyle \mathrm {CH_{3}NH_{3}Cl+NaOH\longrightarrow CH_{3}NH_{2}+NaCl+H_{2}O} }